# منى بدر
منى بدر، واسمها الحقيقي ماري نجار، (15 نوفمبر 1936 - 18 مارس 2021) ممثلة مصرية.
تخرجت في مدرسة القلب المقدس عام 1955 مثلت الفيلم المصري فتى أحلامي ثم عملت في أحد بنوك القاهرة قبل أن تتفرغ لحياتها المنزلية ثم مثلت في الفيلم اللبناني كلنا فدائيون ثم الفيلم السوري سواقة التاكسي. ساعد في اكتشافها لاعب الكرة حنفي بسطان. اختيرت عام 1956 ملكة جمال مصر في مجلة الجيل. هاجرت إلى الولايات المتحدة.
توفيت في 18 مارس 2021.

## أعمالها

### من الأفلام
- فتى أحلامي (1957).

## روابط خارجية
- منى بدر على موقع الدهليز
- منى بدر على موقع قاعدة بيانات الأفلام العربية